# Mondoñedo (ort)
Mondoñedo är en ort i Spanien.   Den ligger i provinsen Provincia de Lugo och regionen Galicien, i den nordvästra delen av landet, 400 km nordväst om huvudstaden Madrid. Mondoñedo ligger 544 meter över havet och antalet invånare är 4 884.
Terrängen runt Mondoñedo är kuperad. Runt Mondoñedo är det ganska glesbefolkat, med 21 invånare per kvadratkilometer. Mondoñedo är det största samhället i trakten. Omgivningarna runt Mondoñedo är en mosaik av jordbruksmark och naturlig växtlighet.